# 格拉古兄弟

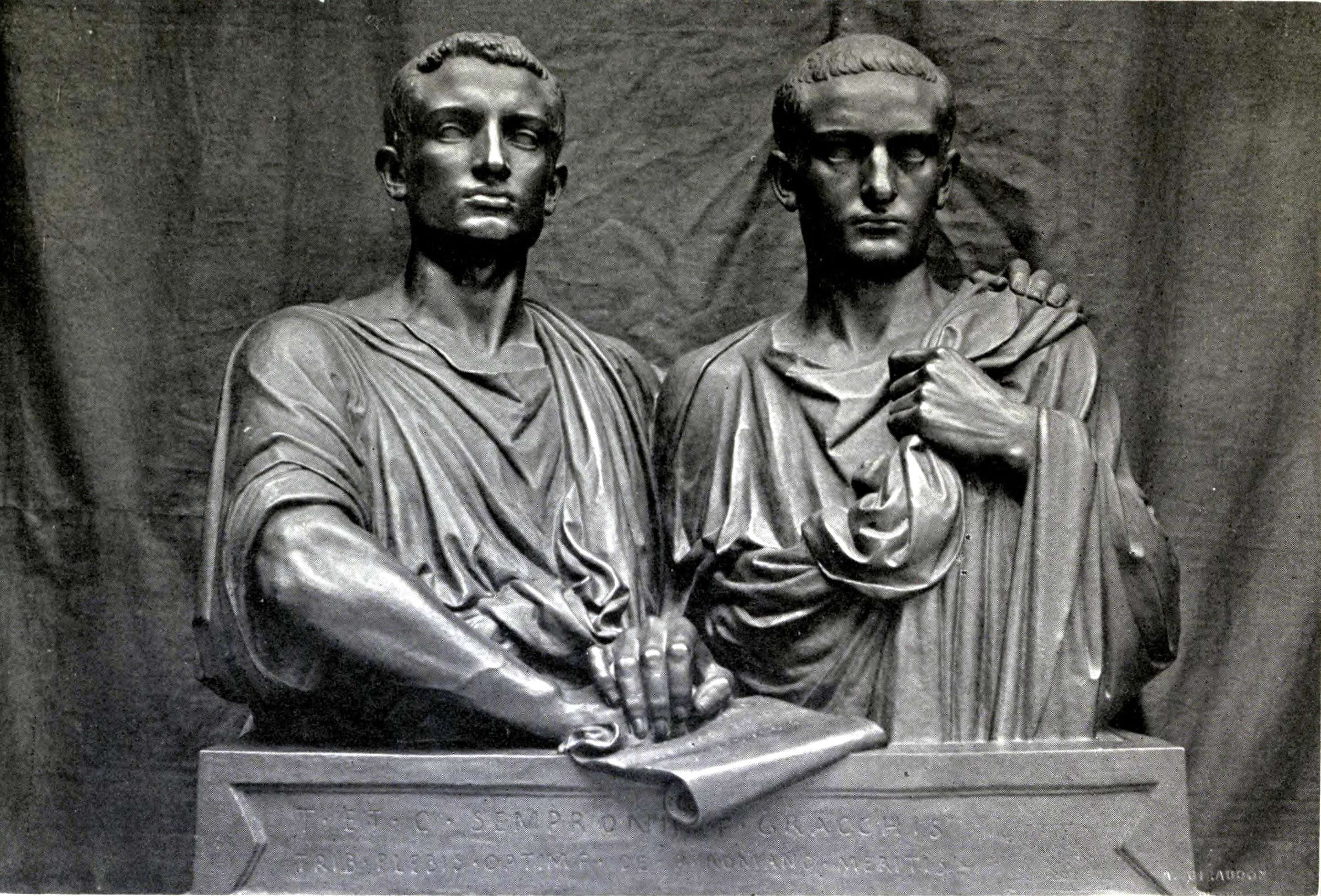
格拉古兄弟手持文件，上書「財產」

格拉古（〔拉丁〕、〔英〕）兄弟是指提比略·格拉古（前168年—前133年）和盖约·格拉古（前154年—前121年）两兄弟，他们是前2世纪罗马共和国著名的政治家，平民派领袖。他们分别当选前133年及前123年、前122年的保民官，并各自在任期内领导了一场改革——格拉古兄弟改革。由于改革触犯了貴人派势力，而先后在保民官任上被杀。
近代關於羅馬經濟的研究認為格拉古土地改革的影響力不如古代所聲稱的那麼大。同樣明顯的是，他們的絕大多數改革在他們死後都被完整保留，而不是被廢除。兩兄弟被杀的影響深遠：它開創了一個危險的先例，就是容許以暴力對付政敵。

## 家庭背景

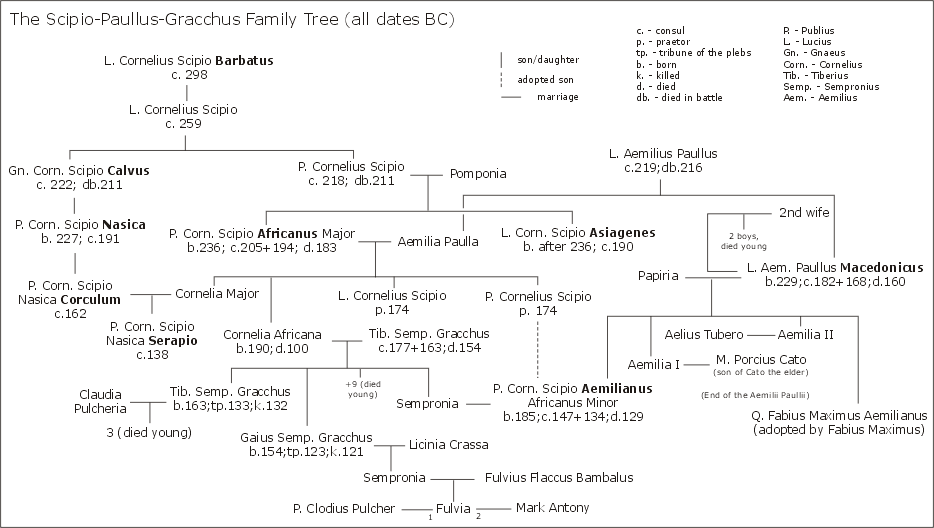
西庇阿-保卢斯-格拉古家族树

格拉古家族是當時最具權勢的羅馬名門之一。除格拉古兄弟之父老提比略曾出任前177年和前163年的罗马执政官外，家族亦與當時另一名門西庇阿家族世代互為姻親。格拉古兄弟之母科爾內利亞·阿非利加娜為第二次布匿战争中踏平北非的名將——大西庇阿之女，其胞姊塞姆普罗妮娅亦嫁予第三次布匿战争的名將小西庇阿。在父亲死后，格拉古姐弟三人由其母抚养长大。他们的母亲科爾內利亞·阿非利加娜曾拒绝了埃及法老托勒密的求婚，悉心教子并聘请了有名的希腊学者来做家庭教师，使兄弟两人受到了良好的教育。

## 引用
1. ↑  Launaro 2011，第240-241頁.
2. ↑  Roselaar 2010，第221頁; Flower 2010，ch. 5.